# Wilhelm von Talou
Wilhelm von Talou (* zwischen 1018 und 1027; † nach 1052) aus der Familie der Rolloniden war ein normannischer Adliger und Graf von Talou (auch Graf von Arques genannt).
Er war der Sohn von Richard II., Herzog der Normandie. Seine Halbbrüder waren die Herzöge Richard III. (1026 bis 1027) und Robert I. (1027 bis 1035), der Vater von Wilhelm II. dem Eroberer, sowie Mauger, der 1037 Erzbischof von Rouen wurde.
Nach dem Tod Roberts I. 1135 auf seiner Pilgerreise nach Jerusalem traten er und Mauger in Opposition zu Roberts minderjährigem Sohn und Erbe, Herzog Wilhelm II., zumal sie selbst Anspruch auf die Nachfolge als Herzog erhoben. Sie versuchten ihren Neffen durch Verschwörung und Mord beiseitezuschieben. Der Regent des jungen Herzogs, Robert der Däne, Erzbischof von Rouen, starb 1037, gerüchteweise an Gift. Wohl um zu gewährleisten, dass Wilhelm und Mauger die Sicherheit und Macht Wilhelms II. nicht weiter gefährden würden, wurden beide daraufhin ins Herrschaftsgefüge des Herzogtums eingebunden. Mauger wurde Roberts Nachfolger als Erzbischof von Rouen, und Wilhelm wurde mit der neugeschaffenen Grafschaft Talou belehnt, die später unter dem Namen Arques bekannt wurde.
Anfangs hielten Wilhelm und Mauger dem Herzog die Treue. Es gelang ihnen, Abstand vom Aufstand von 1047 zu wahren und so dass sie ihre Ämter nach der Schlacht von Val-ès-Dunes behielten.
Erst 1052 begehrte er gegen den Herzog auf, als Arques zum Zentrum eines Aufstands wurde. Er war mit einer Schwester des Grafen Enguerrand II. von Ponthieu verheiratet. Herzog Wilhelm belagerte Arques und schlug die Entsatzarmee aus Frankreich und dem Ponthieu, Wilhelm wurde zur Unterwerfung gezwungen und auf Lebenszeit aus dem Herzogtum verbannt. Er ging an den Hof von Eustach II., Graf von Boulogne, wo er schließlich starb. Mauger wurde durch das Konzil von Lisieux 1054 oder 1055 als Erzbischof abgesetzt.